# Aphis clematiphaga
Aphis clematiphaga är en insektsart som beskrevs av Pashtshenko 1994. Aphis clematiphaga ingår i släktet Aphis och familjen långrörsbladlöss. Inga underarter finns listade i Catalogue of Life.